# BLOODY†RONDO
『BLOODY†RONDO』（ブラッディ・ロンド）は、株式会社NKクリエイトのブランド・3rdEyeより2011年1月28日に発売されたアダルトゲーム。
3rdEyeのデビュー作にして吸血鬼を題材とした猟奇的な伝奇作品である一方、明るい日常シーンや萌え要素も含まれている。

## ストーリー
江神真紅郎は昼間に学園へ通いながら平凡な日常を過ごす一方、夜は探偵の仕事で街へ繰り出すという2つの顔を持っている。その仕事とは、人間社会に紛れ込んでいる吸血鬼を狩ることだった。
ある夜、普段のように仕事の依頼を受けて向かった現場で、野良吸血鬼に包囲された少女と出会ったことから、真紅郎の運命は大きく変化していく。

## 登場人物
江神 真紅郎（えがみ しんくろう）
声優:なし
本作の主人公。吸血鬼ハンターの組織“銀の弾丸”に所属し吸血鬼狩りに身を投じていたが、組織によって両親と妹を殺されたことから“銀の弾丸”と吸血鬼の双方を憎むようになった。
ルナ・フリード・クイーン
声：青葉りんご
本作のメインヒロインである、吸血鬼の真祖。身体能力が低い一方回復力は高いため、真紅郎から囮や盾にされる事がある。
“銀の弾丸”から追われる身なのに人間の学校に通ったりと能天気な一面があるが、自分だけが生き残ったことに対して後ろめたい気持ちでいた。
リネット・ヴァンス
声：上田朱音
ルナのボディガードである人狼。無口で無表情なため何を考えているのかわかりにくいが、ルナ個人に対する想いは眷属としての想いよりも強い。武器は大剣。
神津 沙耶香（かみづ さやか）
声：桜川未央
神津総合病院の院長の令嬢。控え目な性格故学園の男子たちからの人気は高い。
神津恵介
沙耶香の父で、神津総合病院の院長。真紅郎の両親とともに吸血鬼の研究を行っていた。
法月 蓮（ほうづき れん）
声：古河徹人
明智 貴久（あけち たかひさ）
声：越田直樹

### 吸血鬼陣営
フランシスカ・ポアロ
声：北都南
性格の破たんした吸血鬼。ルナへの愛がゆがんだ方向に暴走してしまい、拷問などサディスティックな方法で愛を表現することが多い。また、ナルシストでもあり、性格の破たんを指摘されても個性だと言って譲らない。

### “銀の弾丸”
二階堂 凛子（にかいどう りんこ）
声：みる
“銀の弾丸”に所属する、新人ハンター。“銀の弾丸”を正義の組織と信じきっており、組織の裏の面を知っても正義のためだと言い聞かせている。脱退者である真紅郎の監視にあたるも、彼と行動を共にするルナが吸血鬼の真祖であることを見抜けないなど、間の抜けた一面を持つ。
アリス
声：藤森ゆき奈
“銀の弾丸”によって造られた吸血鬼。諜報活動向けに造られた個体で、思想は人間に近いものとなっている。電子機器を操る能力を持っており、能力発動時は瞳の色が緑色に変化する。
コーデリア・メリヴェール
声：かわしまりの
“銀の弾丸”ナンバー2である美女。

## 主題歌・音楽

### 主題歌
オープニングテーマ「Bloody Moon」
作詞：小田ユウ / 作曲・編曲：諸田英慈 / 歌：青葉りんご
エンディングテーマ「アイタイ」
作詞：Kazuhito Kikuchi / 作曲・編曲：Kazuhito Kikuchi / 歌：藤森ゆき奈、上田朱音

## 制作スタッフ
- 原画：蒔田真記、榊MAKI
- ロゴデザイン：Wizard
- シナリオ：四万十川清流、不死鳥、青木きりん
- 音楽：まももP、bAsHEE（ニゲバレコード）
- プロデューサー：KEN-ZO* 企画：KEN-ZO
- 制作：3rdEye